# Club Always Ready
Club Always Ready, kortweg Always Ready of CAR, is een Boliviaanse voetbalclub uit El Alto (La Paz).
De club werd in 1933 opgericht en werd driemaal landskampioen.

## Erelijst
Primera División (Bolivia)
1951, 1957, 2020
Copa Simón Bolívar
2018
Always Ready ·
Atlético Palmaflor ·
Aurora · 
Blooming · 
Bolívar · 
Guabirá · 
Independiente Petrolero · 
Jorge Wilstermann · 
Libertad Gran Mamoré · 
Nacional Potosí · 
Oriente Petrolero · 
Real Santa Cruz · 
Real Tomayapo · 
Royal Pari ·  
The Strongest · 
Universitario de Vinto · 
Vaca Díez ·